# Cousinia bungeana
Cousinia bungeana là một loài thực vật có hoa trong họ Cúc. Loài này được Regel & Schmalh. mô tả khoa học đầu tiên.